# Göran Bengtsson
Göran Bengtsson, švedski rokometaš, * 19. maj 1956.
Leta 1984 je na poletnih olimpijskih igrah v Los Angelesu v sestavi švedske rokometne reprezentance osvojil 5. mesto.